# Trachea mediifascia
Trachea mediifascia är en fjärilsart som beskrevs av Alfred Ernest Wileman och South 1917. Trachea mediifascia ingår i släktet Trachea och familjen nattflyn. Inga underarter finns listade i Catalogue of Life.